# Эльдар, Ади
Ади Эльдар (ивр. עדי אלדר‎; род. 24 мая 1944, Ирак) — израильский политик, с 1988 по 2018 год мэр города Кармиэль и председатель Центра местной власти.

## Биография[1]
Ади Эльдар родился в Ираке в 1944 г. В 1951 г. репатриировался в Израиль. Среднюю школу окончил в Кфар-Ярок. Ади Эльдар получил степень бакалавра в Хайфском университете по истории.
До 1973 г. проживал в кибуце Мисгав-Ам в Верхней Галилее. Переехав в Кармиэль Эльдар занимал должность начальника отдела просвещения в местном совете и возглавлял дом культуры (матнас ивр. מתנ"ס‎).

## Политическая и общественная деятельность
В 1989 г. Ади Эльдар был впервые избран мэром Кармиэля. В 1993 г. был повторно избран на эту должность, получив 82 % голосов избирателей. Далее регулярно переизбирался в 1998 г., в 2002 г., в 2007 и так далее — вплоть до муниципальных выборов 2018 года, когда Эльдар заявил, что более не будет баллотироваться в мэры Кармиэля и оставляет это пост, который занимал более 30 лет.
В 1994, 1999 и 2003 годах Эльдар избирался председателем Центра местной власти, и оставался на это посту вплоть до 2009 года. Как председатель Центра, Эльдар проявил себя и на международной арене, став, среди прочего, членом руководящего совета Всемирной организации глав местной власти, а в 2002-2004 был заместителем председателя LACDE — Всемирной организации местной власти по ликвидации последствий природных и техногенных катастроф.
Многие годы Ади Эльдар был членом партии «Авода». Перед парламентскими выборами 2006 г. перешёл в партию «Кадима».